# بویوک پیرعلی
بویوک پیرعلی (به لاتین: Böyük Pirəli) یک منطقه مسکونی در جمهوری آذربایجان است که در شهرستان قبله واقع شده است. بویوک پیرعلی ۱۳۶۲ نفر جمعیت دارد.